# St John (Cornouailles)
 (septembre 2023).
St John est une paroisse civile et un village des Cornouailles, en Angleterre.